# 廴部
廴部（いんぶ）は、漢字を部首により分類したグループの一つ。
康熙字典214部首では54番目に置かれる（3画の25番目）。

## 概要
廴部には「廴」を筆画の一部として持つ漢字を分類している。単独の「廴」という文字はもともと存在しなかったが、分類のために作られた。
「廴」は典型的には道路を象った「彳」の変形であるが、「廷」や「建」に含まれる「廴」のように、それとは別の起源を持つものもある。
書体によっては3画目に筆押さえが付く場合がある。

## 部首の通称
- 日本：えんにょう（「延」字の繞であることから）、えんにゅう、いんにょう、けんにょう（「建」字の繞であることから）
- 中国：建字底
- 韓国：민책받침부（min chaek batchim bu、飾りのない辶の部）
- 英米：Radical long stride

## 部首字
廴
- 広韻 - 余刃切、軫韻
- 詩韻 - 軫韻、上声
- 三十六字母 - 喩母三等
- 日本語 - 音：イン（漢音）
- 中国語 - ピンイン：yǐn 注音：ㄧㄣˇ ウェード式：yin 3
- 朝鮮語 - 訓音：끌（kkeul、引く） 인(in)

## 例字
- 廷・延・廸・廻・建・廼